# Эрменгау, Матфре

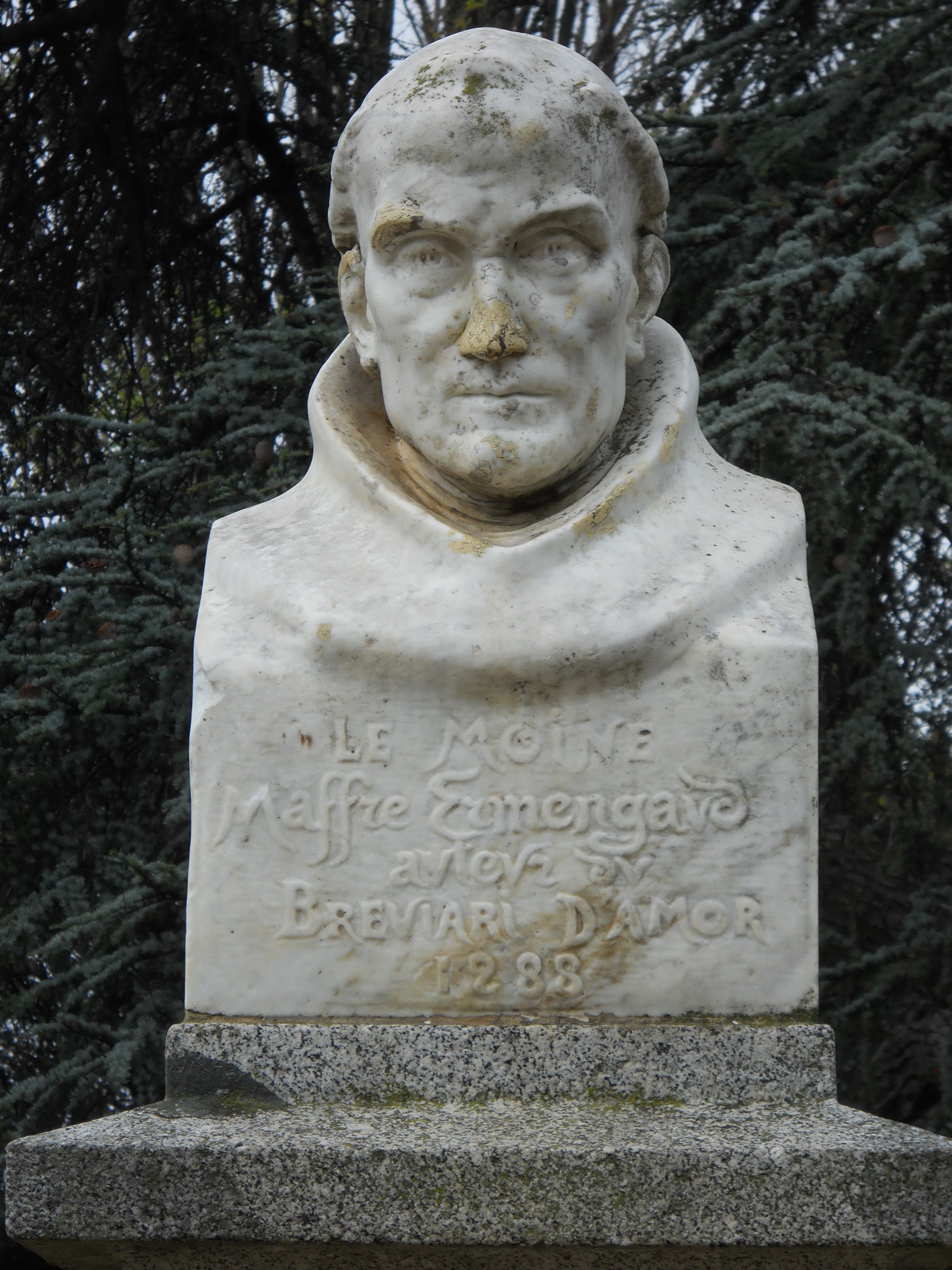
Бюст Маффре Эрменгау работы Жана-Антуана Иньяльберта, Плато де Поэт (Безье)

Матфре Эрменгау (Matfre Ermengau или Maffre Ermengaud, умер в 1322 году) — францисканский монах, легист и трубадур из Безье. Имел степень магистра права (senhor de leis).

## Литературное наследие
Автор кансо, мелодия которого сохранилась до настоящего времени, и одной сирвенты. Его самая известная работа — сборник окситанской поэзии в 34 735 октослогов под названием Breviari d’amor, 1288 год. Цель этого энциклопедического по размеру и содержанию труда — примирить любовь к Богу с любовными стихами трубадуров. Сборник разделен на части и структурирован как «дерево любви». Breviari состоит из двенадцати полных кодексов и стольких же фрагментов. Был переведен на кастильский язык и Лимузен диалект (когда-то считавшийся каталонским языком (catalanisant Occitan). Матфре указывал, что он написал бы лучше на латыни (откуда он заимствовал слово breviari, от breviarium, не встречавшегося в других местах средневекового окситанского языка).
Работа начинается с популярной теологии, раздела под названием «Изучение Бога и творения». От описания Троицы автор переходит к ангелам, демонам, затем к Зодиаку и планетам. Далее в разделе «Изучение природы» («Естественный закон») автор обсуждает способы богослужения, затем соблазны, которые влияют на христиан, и грехи, которых они должны избегать. Примеры взяты из повседневной жизни. Наконец, в «Любви Бога» автор суммирует христианские вероучения, жизнь Христа и несколько агиографий.
Последний раздел (8000 строк) работы «Perilhos tractatz d’amor de donas, seguon qu’en han tractat li antic trobador en lurs cansos», организован как диалог между защитниками Любви и её критиками и наполнен цитатами (266 по некоторым подсчетам) из других трубадуров и некоторых труверов. Эрменгау цитирует поэтов разных эпох, включая стихи своего брата Пейра, и свои собственные. Однако его фаворитами, по-видимому, являются авторы «классической эпохи»: Эймерик де Пегильхан, Бернарт де Вентадорн и Пейр Видаль. Название «Perilhos» указывает на то, что античные (старые) трубадуры были авторитетами по поэтическим и эмоциональным вопросам. В поддержку этого тезиса автор цитирует Раймона Джордана. Эрменгау указывал, что ранние трубадуры «пели» о любви, а не писали о ней, как это делал он сам и его современники. После «Perilhos» Эрменгау включает письмо (Epistola) к своей сестре, написанное в десятисложных рифмованных куплетах: Fraires Matfre са cara seror. В нём он объясняет символику рождественского каплуна .
Космогония
Le Breviari d’Amor содержит карту космоса, отражающую аристотелевскую и птолемеевскую точки зрения на Вселенную. Ежедневные перемещения Солнца и Луны показаны, как результат работы ангелов, которые вращают Землю.

## Значение
Эрменгау, как и Феррари да Феррара, заслужил звание первопроходца в создании антологии трубадуров. Он также частично отвечает за последующее обращение с одиночными коблами как с отдельными единицами, потому что он регулярно цитировал одну коблу и рассматривал её как единую мысль. К тому времени, когда Пир де Ладилс объединил его с героями романа о Короле Артуре, (около 1340 года) Матфре был уже достаточно известен.